# Атијонкур
Атијонкур (фр. Attilloncourt) насеље је и општина у североисточној Француској у региону Лорена, у департману Мозел која припада префектури Шато Сален.
По подацима из 2011. године у општини је живело 108 становника, а густина насељености је износила 32,05 становника/km². Општина се простире на површини од 3,37 km². Налази се на средњој надморској висини од 200 метара (максималној 293 m, а минималној 195 m).

## Демографија
| 1962. | 1968. | 1975. | 1982. | 1990. | 1999. | 2011. |
| ----- | ----- | ----- | ----- | ----- | ----- | ----- |
| 106   | 113   | 117   | 92    | 96    | 94    | 108   |

График промене броја становника у току последњих година